# Epocilla xylina
Epocilla xylina là một loài nhện trong họ Salticidae.
Loài này thuộc chi Epocilla. Epocilla xylina được Eugène Simon miêu tả năm 1906.